# 2025 en danse
| Années de la danse : 2022 - 2023 - 2024 - 2025 - 2026 - 2027 - 2028    |
| Décennies de la danse : 1990 - 2000 - 2010 - 2020 - 2030 - 2040 - 2050 |

Cet article présente les faits marquants de l'année 2025 en danse.

## Récompenses et distinctions
- Prix Praemium Imperiale : Anne Teresa De Keersmaeker.

## Festivals
- 47e édition des Hivernales d'Avignon du 30 janvier au 15 février 2025
- 45e édition du Festival Montpellier Danse du 21 juin au 5 juillet 2025
- 35e édition du Festival « Le Temps d'Aimer la Danse » à Biarritz du 5 au 14 septembre 2025
- 21e édition de la Biennale de la danse de Lyon du 6 au 28 septembre 2025

## Décès
- x